# Варга-Кыталькы
Варга-Кыталькы (Вэркы-Кыталькы) — река в России, протекает по территории Красноселькупского района Ямало-Ненецкого автономного округа. Устье реки находится в 16 км от устья левой протоки Таза Толькинской. Длина реки составляет 126 км, площадь водосборного бассейна — 1310 км².

## Притоки
- 20 км: река Сумапорылькикэ
- 75 км: река Кыталькикэ

## Данные водного реестра
По данным государственного водного реестра России относится к Нижнеобскому бассейновому округу, водохозяйственный участок реки — Таз. Речной бассейн реки — Таз.
Код объекта в государственном водном реестре — 15050000112115300066144.